# Souper Ligka Ellada 2012-2013
La Souper Ligka Ellada 2012-2013 fu la 77ª edizione della massima serie del campionato di calcio greco disputata tra il 25 agosto 2012 e il 21 aprile 2013 e conclusa con la vittoria dell'Olympiakos Pireo, al suo quarantesimo titolo e terzo consecutivo.

## Stagione

### Novità
Al termine della stagione 2011-2012 sono retrocesse le ultime tre classificate, Doxa Drama, Ergotelis e Panetolikos. Al loro posto sono state promosse Panthrakikos e Veria, le prime due classificate della Football League, e il Platanias, vincitrice dei play-off promozione.

### Formula
Come nella stagione precedente le squadre partecipanti furono sedici e disputarono un girone di andata e ritorno per un totale di 30 partite.
Le ultime due classificate furono retrocesse in Football League a fronte di quattro promosse per portare a diciotto il numero di club a partire dalla stagione successiva.
Il punteggio prevedeva tre punti per la vittoria, uno per il pareggio e nessuno per la sconfitta.
Le squadre ammesse alle coppe europee furono cinque: i campioni alla fase a gironi della UEFA Champions League 2013-2014 mentre per l'altro posto disponibile in Champions League e i tre per la UEFA Europa League 2013-2014 fu disputato un girone al quale parteciparono le squadre classificate dal secondo al quinto posto che giocarono un totale di sei partite. La vincitrice di questo girone si qualificò alla Champions League e le altre alla UEFA Europa League.

## Squadre partecipanti
| Club             | Città      | Stadio                        | Stagione precedente         |
| ---------------- | ---------- | ----------------------------- | --------------------------- |
| AEK Atene        | Atene      | Stadio Olimpico               | 5º posto                    |
| Arīs Salonicco   | Salonicco  | Stadio Kleanthis Vikelidis    | 9º posto                    |
| Asteras Tripolīs | Tripoli    | Stadio Theodōros Kolokotrōnīs | 6º posto                    |
| Atromītos        | Peristeri  | Stadio Peristeri              | 4º posto                    |
| Kerkyra          | Corfù      | Stadio Kerkyra                | 13º posto                   |
| Levadeiakos      | Livadia    | Stadio Levadias               | 7º posto                    |
| OFI Creta        | Candia     | Stadio Yedi Kule              | 10º posto                   |
| Olympiacos       | Il Pireo   | Stadio Karaiskákis            | Campione di Grecia          |
| Panathīnaïkos    | Atene      | Stadio Apostolos Nikolaidis   | 2º posto                    |
| Paniōnios        | Nea Smyrnī | Stadio di Nea Smyrnī          | 12º posto                   |
| Panthrakikos     | Komotini   | Komotini Municipal Stadium    | 2º posto in Football League |
| PAOK             | Salonicco  | Stadio Toumba                 | 3º posto                    |
| PAS Giannina     | Giannina   | Stadio Zosimades              | 8º posto                    |
| Platanias        | Platania   | Perivolia Municipal Stadium   | 5º posto in Football League |
| GAS Veria        | Veria      | Stadio Veria                  | 1º posto in Football League |
| Skoda Xanthī     | Xanthi     | Skoda Xanthi Arena            | 11º posto                   |

## Classifica
|  | Pos. | Squadra          | Pt | G  | V  | N  | P  | GF | GS | DR  |
|  | ---- | ---------------- | -- | -- | -- | -- | -- | -- | -- | --- |
|  | 1.   | Olympiacos       | 77 | 30 | 24 | 5  | 1  | 64 | 16 | +48 |
|  | 2.   | PAOK             | 62 | 30 | 18 | 8  | 4  | 46 | 19 | +27 |
|  | 3.   | Asteras Tripolīs | 56 | 30 | 17 | 5  | 8  | 41 | 25 | +16 |
|  | 4.   | Atromītos        | 46 | 30 | 11 | 13 | 6  | 26 | 22 | +4  |
|  | 5.   | PAS Giannina     | 44 | 30 | 12 | 8  | 10 | 28 | 24 | +4  |
|  | 6.   | Panathīnaïkos    | 40 | 30 | 10 | 12 | 8  | 32 | 30 | +2  |
|  | 7.   | Skoda Xanthī     | 40 | 30 | 10 | 10 | 10 | 28 | 26 | +2  |
|  | 8.   | Paniōnios        | 36 | 30 | 11 | 3  | 16 | 35 | 42 | -7  |
|  | 9.   | Platanias        | 36 | 30 | 10 | 6  | 14 | 29 | 42 | -13 |
|  | 10.  | Panthrakikos     | 36 | 30 | 10 | 6  | 14 | 30 | 33 | -3  |
|  | 11.  | Levadeiakos      | 34 | 30 | 9  | 7  | 14 | 21 | 35 | -14 |
|  | 12.  | GAS Veria        | 33 | 30 | 8  | 9  | 13 | 30 | 35 | -5  |
|  | 13.  | Arīs Salonicco   | 33 | 30 | 7  | 12 | 11 | 32 | 40 | -8  |
|  | 14.  | OFI Creta        | 32 | 30 | 8  | 8  | 14 | 33 | 46 | -13 |
|  | 15.  | AEK Atene        | 27 | 30 | 8  | 6  | 16 | 21 | 36 | -15 |
|  | 16.  | Kerkyra          | 20 | 30 | 4  | 8  | 18 | 16 | 41 | -25 |

Legenda:

      Campione di Grecia e ammesso alla UEFA Champions League
      Ammesso ai play-off
      Ammesso alla UEFA Europa League
      Retrocesso in Football League
      Retrocesso in Football League 2
Note:

Tre punti a vittoria, uno a pareggio, zero a sconfitta.

### Risultati
|                  | AEK  | Ari  | Ast  | Atr  | Ker  | Lev  | OFI  | Oly  | Pna  | Pio  | Ptr  | PSa  | PAS  | Pla  | Ver  | Xan  |
| ---------------- | ---- | ---- | ---- | ---- | ---- | ---- | ---- | ---- | ---- | ---- | ---- | ---- | ---- | ---- | ---- | ---- |
| AEK Atene        | –––– | 1-1  | 0-1  | 1-1  | 1-1  | 0-1  | 2-1  | 0-4  | 0-2  | 1-0  | 0-3  | 0-0  | 2-1  | 1-0  | 2-1  | 1-0  |
| Aris Salonicco   | 1-1  | –––– | 5-1  | 1-1  | 1-0  | 4-0  | 0-0  | 2-2  | 1-0  | 2-1  | 0-0  | 2-2  | 1-2  | 0-2  | 2-1  | 0-0  |
| Asteras Tripolis | 3-1  | 1-1  | –––– | 3-0  | 3-0  | 1-0  | 2-1  | 0-1  | 2-2  | 2-1  | 1-0  | 1-0  | 2-0  | 2-1  | 3-0  | 0-1  |
| Atromitos        | 1-0  | 0-1  | 0-2  | –––– | 2-0  | 0-0  | 3-2  | 0-1  | 1-2  | 1-0  | 2-1  | 1-0  | 0-0  | 1-0  | 0-0  | 1-0  |
| Kerkyra          | 0-1  | 2-2  | 0-1  | 0-2  | –––– | 1-2  | 2-1  | 0-1  | 0-0  | 2-1  | 0-2  | 0-0  | 0-2  | 2-1  | 1-1  | 1-1  |
| Levadiakos       | 0-0  | 2-1  | 0-0  | 0-0  | 2-0  | –––– | 1-1  | 0-1  | 0-1  | 3-0  | 0-3  | 0-1  | 1-1  | 1-0  | 0-0  | 1-4  |
| OFI Creta        | 2-1  | 2-0  | 2-0  | 2-2  | 2-0  | 0-2  | –––– | 0-4  | 2-2  | 2-1  | 1-1  | 1-1  | 2-1  | 1-3  | 2-0  | 0-0  |
| Olympiakos       | 3-0  | 2-1  | 1-0  | 2-3  | 2-0  | 4-0  | 2-0  | –––– | 1-1  | 2-1  | 4-1  | 0-0  | 2-0  | 2-1  | 3-0  | 4-0  |
| Panathinaïkos    | 1-0  | 1-1  | 0-0  | 1-1  | 1-0  | 1-2  | 3-1  | 2-2  | –––– | 0-0  | 1-1  | 2-0  | 1-1  | 0-1  | 3-2  | 0-1  |
| Panionios        | 1-0  | 1-0  | 2-1  | 1-0  | 0-1  | 2-1  | 2-1  | 1-2  | 1-2  | –––– | 2-0  | 1-2  | 0-1  | 4-0  | 1-1  | 3-3  |
| Panthrakikos     | 1-0  | 4-0  | 1-0  | 0-1  | 2-1  | 3-0  | 3-1  | 0-1  | 1-0  | 1-2  | –––– | 1-4  | 0-3  | 1-1  | 0-1  | 0-2  |
| PAOK Salonicco   | 1-0  | 4-1  | 2-1  | 0-0  | 3-1  | 1-0  | 3-1  | 1-1  | 2-0  | 4-2  | 1-0  | –––– | 2-0  | 2-0  | 2-0  | 0-1  |
| PAS Giannina     | 2-0  | 2-0  | 1-2  | 0-0  | 3-1  | 1-0  | 3-1  | 1-2  | 0-0  | 1-2  | 0-0  | 1-3  | –––– | 0-0  | 2-0  | 1-0  |
| Platanias        | 2-1  | 2-0  | 0-3  | 0-0  | 1-1  | 2-0  | 1-2  | 0-4  | 2-1  | 2-1  | 2-0  | 1-2  | 1-1  | –––– | 0-0  | 3-2  |
| Veria            | 0-4  | 3-1  | 1-2  | 2-2  | 2-0  | 1-2  | 0-0  | 1-2  | 3-0  | 0-1  | 2-0  | 0-0  | 1-0  | 5-0  | –––– | 0-0  |
| Xanthi           | 1-0  | 0-0  | 1-1  | 0-0  | 0-0  | 1-0  | 3-0  | 0-2  | 1-2  | 4-0  | 0-0  | 0-3  | 0-1  | 2-0  | 0-2  | –––– |

### Play-off
Le squadre classificate dal secondo al quinto posto della stagione regolare si affrontarono in un girone di andata e ritorno. A ogni squadra è stato assegnato un bonus di punti calcolato sottraendo al totale della stagione regolare i punti ottenuti dalla quinta classificata. Il risultato fu diviso per cinque e arrotondato al numero intero più vicino.
|  | Pos. | Squadra          | Pt | G | V | N | P | GF | GS | DR |
|  | ---- | ---------------- | -- | - | - | - | - | -- | -- | -- |
|  | 1.   | PAOK             | 13 | 6 | 3 | 0 | 3 | 7  | 7  | 0  |
|  | 2.   | Atromītos        | 11 | 6 | 3 | 2 | 1 | 8  | 5  | +3 |
|  | 3.   | Asteras Tripolīs | 9  | 6 | 2 | 1 | 3 | 6  | 7  | -1 |
|  | 4.   | PAS Giannina     | 7  | 6 | 2 | 1 | 3 | 6  | 8  | -2 |

Legenda:

      Ammesso alla UEFA Champions League
      Ammesso alla UEFA Europa League
Note:

Tre punti a vittoria, uno a pareggio, zero a sconfitta.
PAOK Salonicco +4 punti

### Risultati
|                  | Ast  | Atr  | PAO  | PAS  |
| ---------------- | ---- | ---- | ---- | ---- |
| Asteras Tripolis | –––– | 2-1  | 1-2  | 2-1  |
| Atromitos        | 0-0  | –––– | 2-1  | 2-0  |
| PAOK Salonicco   | 1-0  | 1-2  | –––– | 0-1  |
| PAS Giannina     | 2-1  | 1-1  | 1-2  | –––– |

### Verdetti
- Campione di Grecia:  Olympiacos
- In UEFA Champions League 2013-2014:  Olympiacos e  PAOK
- In UEFA Europa League 2013-2014:  Atromītos,  Skoda Xanthī e  Asteras Tripolīs
- Retrocesse in Football League:  AEK Atene e  Kerkyra

## Classifica marcatori
| Gol |  |  | Giocatore              | Squadra          |
| --- |  |  | ---------------------- | ---------------- |
| 20  |  |  | Rafik Djebbour         | Olympiacos       |
| 13  |  |  | Stefanos Athanasiadīs  | PAOK             |
| 11  |  |  | Kōstas Mītroglou       | Olympiacos       |
| 11  |  |  | Dīmītrios Papadopoulos | Panthrakikos     |
| 9   |  |  | David Aganzo           | Arīs Salonicco   |
| 9   |  |  | Brana Ilić             | PAS Giannina     |
| 9   |  |  | Emanuel Perrone        | Asteras Tripolīs |
| 9   |  |  | Dimitris Salpingidis   | PAOK             |
| 9   |  |  | Toché                  | Panathīnaïkos    |
| 8   |  |  | Chrīstos Aravidīs      | Paniōnios        |
| 8   |  |  | Athanasios Papazoglou  | OFI Creta        |